# Вулиця Калинова (Черкаси)
Вулиця Кали́нова — одна з вулиць у місті Черкаси. Знаходиться у мікрорайоні Дахнівка.

## Розташування
Вулиця починається від вулиці Генерала Коротеєва і простягається на північний захід, закінчуючись тупиком.

## Опис
Вулиця коротка, вузька та неасфальтована, забудована приватними будинками.

## Історія
Вулиця була створена однією з останніх і має нейтральну назву.